# Gilf Kabír

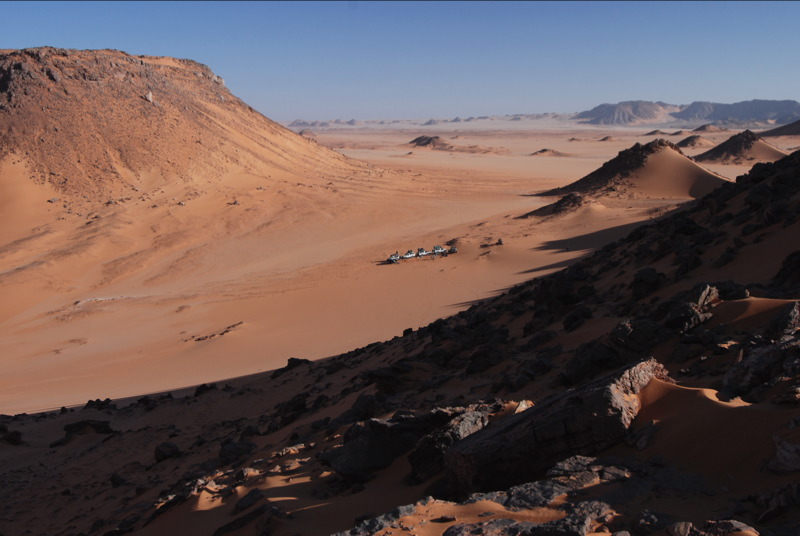
Karavana terénních vozidel v oblasti Džilf al-Kabír

Gilf Kabír (arabsky جلف كبير‎, v překladu Velká bariéra) je náhorní plošina, která se nachází v jižní části Libyjské pouště v jihozápadní části Egypta v governorátu al-Vádí al-Gadíd.

## Geografická charakteristika
Plošina o rozloze asi 7 700 km² se nachází 700 km na západ od egyptského Asuánu a asi 300 km jihovýchodně od libyjské oázy Kufra. Její výška se pohybuje od 800 do 1 100 metrů nad mořem, čímž převyšuje okolní poušť o 200 až 400 metrů.